# 1675 pr. n. št.
1675 pr. n. št. je bilo leto predjulijanskega rimskega koledarja.
Oznaka 1675 pr. Kr. oz. 1675 AC (Ante Christum, »pred Kristusom«), zdaj posodobljeno v 156 pr. n. št., se uporablja od srednjega veka, ko se je uveljavilo številčenje po sistemu Anno Domini.

## Rojstva
- Čeng Tang, prvi kralj kitajske dinastije Šang († 1587 pr. n. št.)